# Rhipidura superflua
Rhipidura superflua là một loài chim trong họ Rhipiduridae.